# 清水吾一
清水 吾一（しみず ごいち、天保8年（1837年） - 明治5年5月27日（1872年7月2日））は、壬生浪士組の同士。五一とも書く。根岸友山は母方の伯父に当たる。
武蔵国埼玉郡羽生村（現在の埼玉県羽生市）の酒造業・清水弥右衛門の五男として生まれる。
文久3年（1863年）2月、浪士組に入隊。3月、根岸らと京都に残留。同月下旬に根岸、遠藤丈庵らと共に江戸に戻り、新徴組に参加。新徴組預りの庄内藩の帰国に妻子と共に随行し、戊辰戦争に参戦。明治5年（1872年）、36歳で病死。